# Dvorce (ort i Tjeckien, Vysočina)
Dvorce är en ort i Tjeckien.   Den ligger i regionen Vysočina, i den centrala delen av landet, 110 km sydost om huvudstaden Prag. Dvorce ligger 518 meter över havet och antalet invånare är 157.
Terrängen runt Dvorce är huvudsakligen lite kuperad. Dvorce ligger nere i en dal. Runt Dvorce är det ganska tätbefolkat, med 207 invånare per kvadratkilometer. Närmaste större samhälle är Jihlava, 7,6 km öster om Dvorce. I omgivningarna runt Dvorce växer i huvudsak blandskog.